# Tchiss Lopes
Tchiss Lopes, pseudonimo di Narciso Lopes (São Vicente, 27 luglio 1959), è un cantante, musicista e compositore capoverdiano.

## Biografia
Cresciuto nel quartiere di Monte Sossego nella città portuale di Mindelo, Lopes entra in contatto con la musica attraverso il fratello di suo padre, suo zio Celestine, chitarrista tradizionale di Capo Verde meglio conosciuto con il nome di Dogado. Immerso nella viva scena musicale di São Vicente, Lopes inizia a suonare la chitarra all’età di 6 anni e parallelamente alla carriera musicale diventa calciatore professionista per una delle migliori squadre di Mindelo.
All’inizio del 1980, la situazione politica dell’isola spinge Lopes ad emigrare all’età di 21 anni. Si trasferisce prima in Portogallo dove partecipa alle selezioni per alcune importanti squadre di calcio locali, fino a quando raggiunge Roma il 20 febbraio 1980. Arrivato a Roma, suo cugino gli procura un contratto di 11 mesi come giovanotto di macchina su una nave mercantile greca. Come suo padre prima di lui, Lopes diventa marinaio.
La nave salpa da Civitavecchia e approda a Lagos, dove ben presto Lopes si rende conto che la vita da marinaio non fa per lui. Proseguendo dalla Nigeria al Senegal, dalla Polonia alla Scozia, Lopes diventa sempre più indisposto, trovando conforto solamente nella sua musica. Ha comunque la fortuna di essere nelle grazie del direttore di macchina, che gli permette di rimanere a bordo fino al loro arrivo in Senegal. Tuttavia, di fronte alla possibilità di essere congedato a Capo Verde o di continuate la navigazione per il Brasile, Lopes mette da parte la sua chitarra e inizia a lavorare più che mai. La nave attraversa l’Oceano Atlantico e Lopes viene promosso a comune di macchina. Vivendo sulla propria pelle le sonorità del Brasile, Lopes torna a Roma, dove la sua carriera musicale finalmente esplode.
Dopo aver conosciuto Zé Ramos, leader della band Cabo Verde Novo, che era alla ricerca di un nuovo chitarrista, Lopes entra nel gruppo e contribuisce in poche settimane al loro primo LP del 1981 Moreninha, con ben quattro sue canzoni originali. Meno di un anno dopo, accompagnato da Cabo Verde Novo, Lopes incide il suo primo LP Stranger Já Catem Traboi, che considera il suo passaporto musicale. Continuando a sperimentare con il reggae e il funaná, Lopes riunisce alcuni dei più grandi musicisti capoverdiani dell'epoca. Nel 1984, insieme a Zé António alla chitarra, Bebethe al basso e Alírio alla batteria, incide il suo secondo LP Já Bô Corre D’Mim. Tutti e tre gli album vengono registrati al Pomodoro Studio di Sutri ed esprimono la sonorità profonda e stratificata della musica di Lopes.
Lopes gira l’Italia da nord a sud, suonando in città come Milano, Roma, Napoli e Palermo, e porta la sua musica in tutta Europa: in Olanda, Francia, Portogallo, Lussemburgo e Germania, per citarne alcuni. Continua a lavorare a progetti personali e collaborativi con band come Tabanca, Night Rockers, Som D’Ilhas e Tropical Sound, passando dalla coladeira, morna, funaná alla samba, reggae, zouk-love e kizomba.
Lopes si definisce un comunicatore musicale.

## Discografia

### Album
- Moreninha (1981)
- Stranger Já Catem Traboi (1982)
- Já Bô Corre D'Mim (1984)
- Tónte Sonhe Tónte Esperança (1989)
- Móda Bô Katem Igual (1994)
- Sentimento Criol (1996)
- Voz D'Nha Sentimento (2001)
- Sentimento Real (2003)
- Recomecar (2005)
- Estima (2010)
- Paginas d'Vida (2015)
- Nôs Mindel (2019)

### Singoli
- S. S. Silvestre (2005)